# Useradd
useradd é uma ferramenta para criação de novos usuários em vários sistemas operacionais tipo Unix, como por exemplo, o Linux.
Através de parâmetros passados pela linha de comando é possível especificar como este usuário é criado. Os parâmetros são específicos a cada sistema operacional e permitem escolher, por exemplo, o interpretador de comandos do usuário, o diretório que conterá o seu home dir, grupo de usuários do qual fará parte, entre outros. Um parâmetro comum a todos os sistemas é um nome de usuário válido a ser atribuído ao novo usuário.
Pode-se encontrar a configuração padrão no arquivo /etc/login.defs.

## adduser
Algumas distribuições Linux e outros sistemas tipo Unix incluem também a ferramenta adduser que permite a inserção de usuários de modo interativo ou através de parâmetros da linha de comando, utilizando-se de outras ferramentas do sistema.